# 理查德·杜克
理查德·杜克（英語：Richard Duke，1948年5月25日—），澳大利亚男子篮球运动员。他曾随国家队参加了1972年夏季奥林匹克运动会男子篮球比赛，最终队伍获得第九名。